# 極地擬杜父魚
極地擬杜父魚，為輻鰭魚綱鮋形目杜父魚亞目隱棘杜父魚科的其中一種，為深海魚類，分布於北極圈至東北大西洋格陵蘭北部、挪威、喀拉海海域，棲息深度300-700公尺，體長可達19公分，棲息在底層水域，生活習性不明。

## 扩展阅读
維基物種上的相關：極地擬杜父魚